# Lac de Mauvoisin
Lac de Mauvoisin (pol. jezioro Mauvoisin) – zbiornik zaporowy w kantonie Valais w Szwajcarii, powstały przez przegrodzenie rzeki Dranse de Bagnes (jeden ze źródłowych toków Dranse) zaporą wodną Mauvoisin.

## Położenie
Zbiornik Mauvoisin znajduje się w górnych partiach doliny Bagnes w Alpach Pennińskich. Ciągnie się w dolinie Dranse de Bagnes na długości 4,9 km. Lustro wody znajduje się maksymalnie na wysokości 1975 m n.p.m. Z obu stron ograniczają go strome, jałowe zbocza. Po wschodniej stronie północnej części zbiornika, ok. 800 metrów wyżej, znajduje się czoło dużego, cofającego się obecnie lodowca Giétro.

## Historia budowy
W 1947 r. zawiązała się spółka pod nazwą „Forces motrices du Val de Bagnes”. Szczegóły dotyczące projektu budowy zapory i związanego z nią zbiornika przedstawiono publicznie w 1948 r. Lustro wody planowanego zbiornika miało się wg niego znajdować na wysokości 1950 m n.p.m., a sam zbiornik miał mieć maksymalną objętość 162 mln m³. Ostatecznie parametry te zostały zwiększone. Jezioro zaczęto napełniać po wzniesieniu zapory w 1957 roku. Po podwyższeniu zapory o 13,5 m w latach 1989–1991 przyjęło aktualne wymiary. Jego wody zasilają sztolniami wykutymi w skale kaskadowy system podziemnych hydroelektrowni Fionnay i Riddes.

## Charakterystyka
Zbiornik, znacznie rozciągnięty w osi południe – północ, ma długość maksymalną 4,9 km, szerokość do ok. 600 m i powierzchnię maksymalnie 2,26 km². Zbiera wodę z obszaru o powierzchni 113,5 km². Poza samą Dranse de Bagnes spływa do niego szereg drobnych cieków wodnych z okalających go zboczy. Pierwotnie maksymalny poziom wody w zbiorniku wynosił 1961,5 m n.p.m. Obecnie, po nadbudowie korony zapory, przy maksymalnym poziomie piętrzenia lustro wody znajduje się na wysokości 1975 m n.p.m., a objętość wody zgromadzonej w jeziorze wynosi wówczas ok. 211,5 mln m³, z czego objętość użyteczna to ok. 192 mln m³. Maksymalna głębokość wynosi wówczas blisko 200 m. Maksymalny poziom piętrzenia pojawia się w lecie, gdy zbiornik zasilą wody topiących się lodowców. Najniższy poziom notowany jest z końcem zimy, co związane jest z jednej strony ze zwiększonym zimowym zapotrzebowaniem na energię i systematycznym opróżnianiem jeziora, a z drugiej strony z bardzo ograniczonym wówczas dopływem wody do zbiornika.

## Problemy i perspektywy
Od roku 1900 roczny dopływ wody do niecki zbiornika na skutek zmian klimatycznych systematycznie wzrastał i do końca pierwszej dekady XXI w. wzrósł o 23%. Umożliwiło to m.in. w latach 1989–1991 podwyższenie zapory o 13,5 m i powiększenia użytecznej objętości gromadzonej wody. Według szacunków do połowy lat 30. bieżącego wieku dopływy te powinny jeszcze wzrosnąć o ok. 4% i osiągnąć 275 mln m³ rocznie. W następnych latach jednak przewiduje się znaczne zmniejszenie się powierzchni lodowców zasilających jezioro (pod koniec XXI stulecia lodowce mają pokrywać tylko 3% powierzchni zlewni zbiornika, w porównaniu z 41% w 2010 roku), a w rezultacie i dopływu wody do zbiornika. Według tych prognoz w 2100 roku jezioro Mauvoisin nie będzie już mogło być co roku całkowicie napełniane i opróżniane.
Istotnym problemem eksploatacyjnym jest również szybkie zasypywanie zbiornika osadami, co zmusiło w latach 2001–2006 do kosztownego podniesienia poziomów ujęć wody i upustów awaryjnych.